# Protaetia mayeti
Protaetia mayeti är en skalbaggsart som beskrevs av Paul Lecomte 1905. Protaetia mayeti ingår i släktet Protaetia och familjen Cetoniidae. Inga underarter finns listade i Catalogue of Life.